# العنين (القطن)

'

تعديل مصدري - تعديل

العنين هي إحدى قرى عزلة القطن بمديرية القطن التابعة لمحافظة حضرموت، بلغ تعداد سكانها 3218 نسمة حسب تعداد اليمن لعام 2004.